# باول كولينجوود
باول كولينجوود (بالإنجليزية: Paul Collingwood)‏ (و. 1976  م) هو لاعب كريكت بريطاني، ولد في Shotley Bridge ‏.

## جوائز
حصل على جوائز منها:
- عضو رتبة الإمبراطورية البريطانية
- لاعب كريكت ويسدن للسنة  [لغات أخرى]‏